# Marian Keremidský
Marian Keremidský (* 8. září 1968 Znojmo) je český politik a pedagog, v letech 2016 až 2020 zastupitel Jihomoravského kraje, v letech 2006 až 2010 místostarosta a zastupitel města Znojma, bývalý člen ČSSD, později člen Strany Práv Občanů (ve straně působil v letech 2014 až 2022 jako místopředseda či 1. místopředseda).

## Život
Po absolvování znojemského gymnázia (1983 až 1987) vystudoval obor učitelství dějepisu a občanské výchovy na Pedagogické fakultě Masarykovy univerzity (1987 až 1992) a získal tak titul Mgr.
Následně se v letech 1992 až 2006 živil jako pedagog, novinář a organizační zaměstnanec ČSSD. Od roku 1994 také soukromě podniká. V roce 1997 vystupoval jako jednatel a společník firmy Znojemské Listy, s. r. o. (ta však skončila v likvidaci).
Vzhledem k zisku mandátu zastupitele a místostarosty města Znojma působil či působí ve statutárních orgánech řady subjektů; např.: člen správní rady obecně prospěšné společnosti Znojemský hrozen (od 2007), člen dozorčí rady .A.S.A. EKO Znojmo, s. r. o. (2007 až 2008), člen správní rady obecně prospěšné společnosti Znojemský regionální rozvoj (2007 až 2010) či člen dozorčí rady HC Excalibur Znojemští orli, a. s. (2007 až 2010).
Po odchodu z městského zastupitelstva byl zaměstnán na pozici pedagogického pracovníka v Ústavu sociální péče pro mládež v Břežanech na Znojemsku. Později začal učit na jedné ze znojemských středních škol.
Marian Keremidský má jednoho syna.

## Politické působení
Od roku 2000 byl členem ČSSD, v níž působil i jako předseda Místní organizace ČSSD Znojmo.
Do politiky se pokoušel vstoupit, když v komunálních volbách v roce 2002 kandidoval za ČSSD do Zastupitelstva města Znojma, ale neuspěl. Dostal se do něj až v komunálních volbách v roce 2006. Pro komunální volby 2006 byl kandidátem ČSSD na post starosty města. Vzhledem k celkovému čtvrtému místu pro ČSSD se však stal v prosinci 2006 místostarostou města (v působnosti měl odbor školství a kultury, odbor památkové péče, odbor živnostenský a byl pověřen vedením projektu Region W3).
V roce 2007 vystoupil z ČSSD. Později začal působit v občanském sdružení Přátelé Miloše Zemana a v roce 2009 se stal členem Strany Práv Občanů. Za ni neúspěšně kandidoval ve volbách do Poslanecké sněmovny PČR v roce 2010 jako lídr kandidátky v Jihomoravském kraji. Neuspěl ani při obhajobě mandátu zastupitele a místostarosty města v komunálních volbách v roce 2010, kdy byl navíc kandidátem SPOZ na funkci starosty. V městském zastupitelstvu tak skončil.
O návrat do politiky se snažil v krajských volbách v roce 2012, kdy kandidoval jako lídr (a kandidát na hejtmana) za SPOZ do Zastupitelstva Jihomoravského kraje, a ve volbách do Poslanecké sněmovny PČR v roce 2013, kdy kandidoval opět za SPOZ v Jihomoravském kraji. Ani v jednom případě však neuspěl, protože Zemanovci se jak do kraje, tak do Poslanecké sněmovny PČR nedostali.
Na konci března 2014 byl zvolen na mimořádném sjezdu v Praze místopředsedou Strany Práv Občanů pro Moravu. Působil zároveň jako předseda krajské organizace strany v Jihomoravském kraji a předseda místní organizace ve Znojmě. V komunálních volbách 2014 se pokusil vrátit do zastupitelstva Znojma, když kandidoval z druhého místa kandidátní listiny Společně pro Znojmo. Ta ale ve volbách skončila poslední, když získala jen 2,2 % hlasů, a Keremidský nebyl zvolen.
V krajských volbách v roce 2016 byl zvolen zastupitelem Jihomoravského kraje, když jako člen SPO kandidoval za subjekt "Koalice Svoboda a přímá demokracie - Tomio Okamura (SPD) a Strana Práv Občanů". Ve volbách v roce 2020 již nekandidoval.
V únoru 2017 se na sjezdu SPO stal 1. místopředsedou strany. Funkci zastával do mimořádného sjezdu v březnu 2018, kdy byl zvolen řadovým místopředsedou. Ve volbách do Poslanecké sněmovny PČR v roce 2017 byl lídrem Strany Práv Občanů v Jihomoravském kraji, ale neuspěl.
V komunálních volbách v roce 2022 kandidoval jako člen SPOZ do Zastupitelstva města Znojma na kandidátní listině subjektu „ZNOJEMSKÁ KOALICE“ (tj. ČSSD, KSČM a SPOZ), ale neuspěl. Na přelomu let 2022 a 2023 pak zanikla celá strana SPOZ a s tím i jeho funkce 1. místopředsedy strany.